# Martin Walser

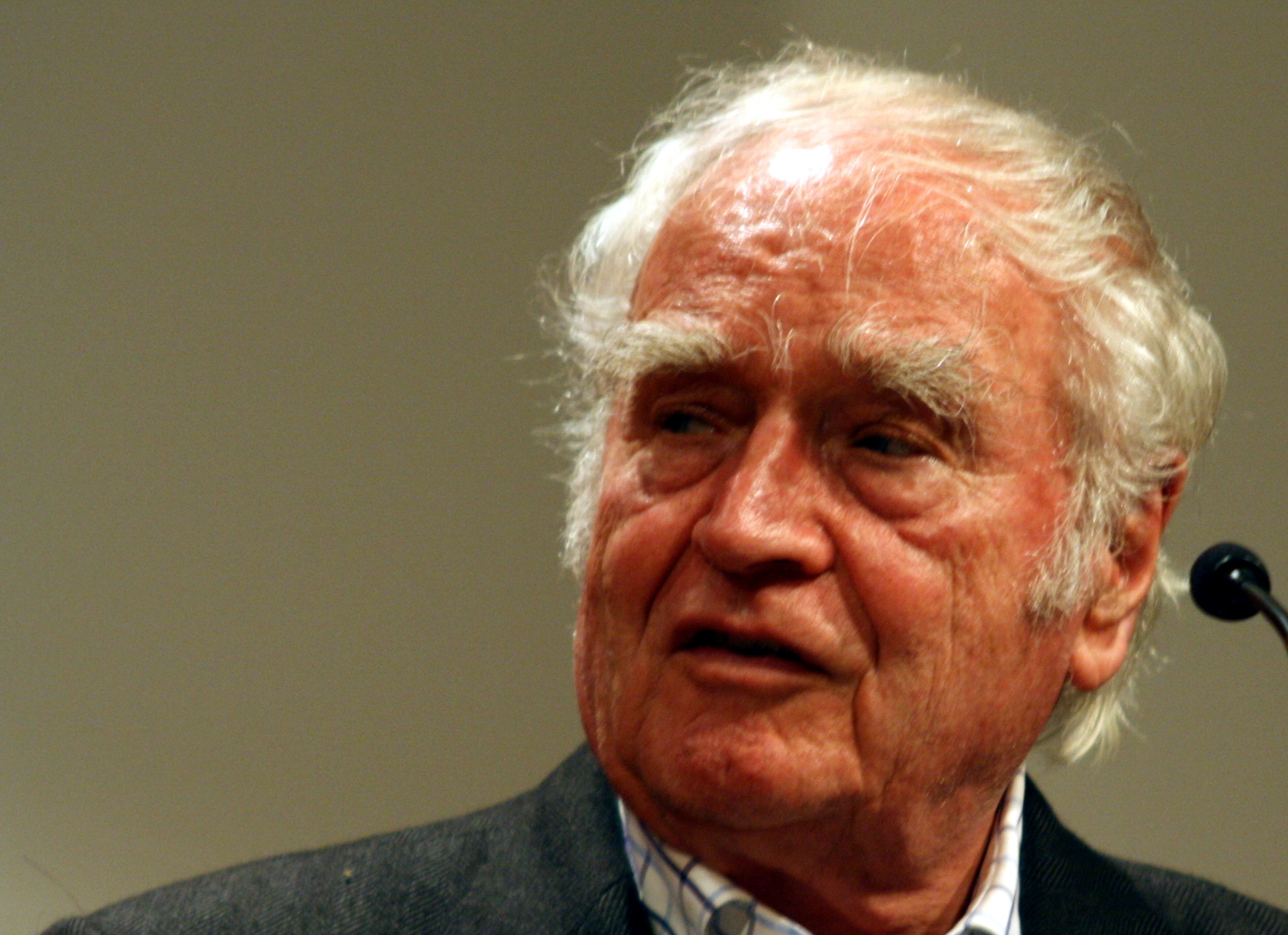
Martin Walser (2010)

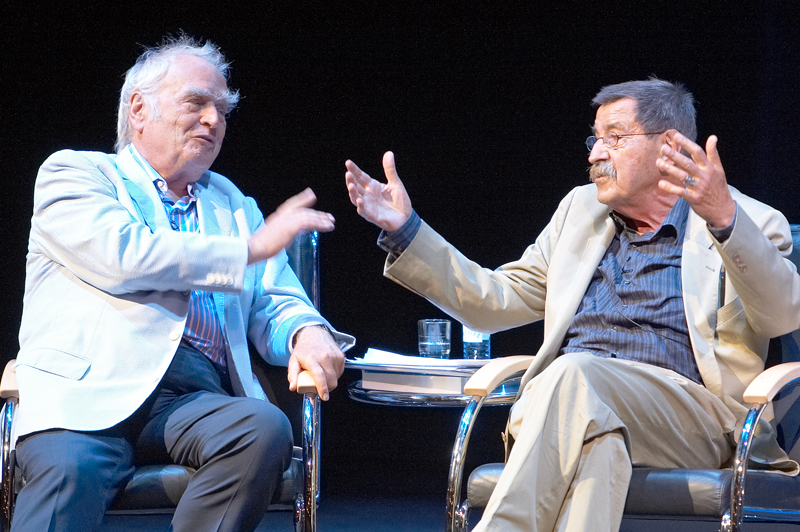
Zleva: Martin Walser a Günter Grass. 'Gruppe 47' – 60 let poté (2007)

Martin Johannes Walser (24. března 1927, Wasserburg u Bodamského jezera — 28. července 2023, Überlingen) byl uznávaný německý romanopisec a dramatik, esejista, publicista a vydavatel. Společně s Günterem Grassem patřili k nejkontroverznějším německým spisovatelům.

## Život
Martin Walser se narodil v roce 1927 ve Wasserburgu v rodině hospodského, která zde provozovala nádražní restauraci a obchodovala s uhlím. Strávil tu své dětství a vzpomínky na tuto dobu popisuje ve svém románu Ein springender Brunnen (česky Johann). Také většina ostatních prozaických děl se váže k tomuto místu. V roce 1944 byl povolán do války a stal se vojákem Wehrmachtu. Po válce (1946–1951) se věnoval studiu literární vědy, filozofie a dějin na Eberhardo-Karlově univerzitě v Tübingenu.
Roku 1949 začal pracovat jako reportér u Süddeutscher Rundfunk, kde napsal také svou první rozhlasovou hru. V roce 1950 se oženil s Katharinou „Käthe“ Neuner-Jehle a měl s ní 4 dcery (Franziska, Johanna, Alissa a Theresia). Jediný syn (Jakob Augstein) Martina Walsera pochází z nemanželského poměru s Marií Carlsson. Roku 1953 se připojil k německé literární skupině Gruppe 47, jejíž cenu obdržel v roce 1955 za svoji povídku Templones Ende.
V 60. letech se etabluje jeho dramatická tvorba, a z této doby jsou významné také jeho eseje. V roce 1957 obdržel cenu Hermanna Hesseho (Hermann-Hesse-Preis), dále roku 1962 cenu Gerharta Hauptmanna (Gerhart-Hauptmann-Preis) a v roce 1965 také cenu Schiller-Gedächtnispreis. Ve Spolkové republice Německo (1949–1990) patřil k nejvýznamnějším pokrokovým autorům. V roce 1998 způsobil celosvětový rozruch svou řečí ve Frankfurtu nad Mohanem, když v místním kostele sv. Pavla ('Paulskirche'), u příležitosti předávání Ceny míru Německého knihkupectví ('Friedenspreis des Deutschen Buchhandels'), odmítl „instrumentalizaci holokaustu“ a požadoval, aby již nacistické zločiny nebyly používány jako „morální obušek“ proti Němcům.

## Nástin Walserovy tvorby
Hlavní část Walserova díla tvoří především próza (romány a novely), avšak můžeme u něj najít také četná dramata. Zpočátku se věnoval psaní rozhlasových her, a také povídek (Ein Flugzeug über dem Haus) ovlivněných Franzem Kafkou a jeho způsobem vyprávění.
Ve Walserových raných románech, které kritizují moderní společnost (Ehen in Philippsburg a Halbzeit), se objevuje téma narušených mezilidských vztahů a partnerství. Román Ehen in Philippsburg vypráví o tom, jak může být moderní civilní manželství zničeno kapitalistickým obchodním duchem, žárlivostí a úpadkem morálky. Silné psychologické hledisko zase dominuje v jeho novele Ein fliehendes Pferd nebo v románu Brandung.
V románu Das dreizehnte Kapitel se vyskytuje opět motiv lásky, a to staršího ženatého spisovatele k mladší vdané ženě – profesorce teologie. Zajímavé na tomto díle je, že komunikace mezi hlavními protagonisty probíhá v dopisech.
Martin Walser se také mimo jiné zabýval Bertoltem Brechtem a jeho absurdním divadlem. Ve svých divadelních hrách se poté snažil, aby odpovídaly co nejvíce společenské realitě. Např. v jeho hře Eiche und Angora. Eine deutsche Chronik ukazuje v sérii příběhů způsoby lidského chování v různých historických situacích, kdy nové okolnosti vyžadují vždy nové způsoby přizpůsobení se. Hlavní postavou je Alois Grübel, který má v sobě kromě jiného i něco z českého Švejka. Pro Aloise je charakteristické, že se dané situaci přizpůsobí vždy až trochu pozdě.

## Dílo (výběr)
Tituly přeložené do češtiny jsou uvedeny kurzívou, u titulů v češtině dosud neuvedených jsou uvedené názvy pouze orientační.
- Beschreibung einer Form. Versuch über die epische Dichtung Franz Kafkas (1952)
- Ein Flugzeug über dem Haus und andere Geschichten (1955, česky ve výboru Spoluúčast při mém konci, přel. Jiří Janovský, 1967)
- Ehen in Philippsburg (1957, č. Philippsburské svazky manželské, přel. Dagmar Martincová, 1980)
- Halbzeit (1960, Poločas)
- Überlebensgroß Herr Krott. Requiem für einen Unsterblichen (1964, č. Všemocný pan Krott. Rekviem za nesmrtelného, přel. Jiří Stach, 1967)
- Der schwarze Schwan (1964, č. Smrtihlav, přel. Jiří Stach, 1967)
- Das Einhorn (1966)
- Ein Kinderspiel (1970, Dětská hra)
- Die Gallistl’sche Krankheit (1972, č. Gallistlova nemoc, přel. Jiří Stromšík, 1981)
- Jenseits der Liebe (1976, č. Bez lásky, přel. Jaromír Povejšil, 1981)
- Ein fliehendes Pferd (1978, č. Prchající kůň, přel. Vladimír Tomeš, 1990)
- Das Schwanenhaus (1980, Labutí dům)
- Brief an Lord Liszt (1982, Dopis lordu Lisztovi)
- Brandung (1985, č. Příboj, přel. Hanuš Karlach, 1992)
- Die Amerikareise. Versuch, ein Gefühl zu verstehen (1986)
- Nero lässt grüssen oder Selbstporträt des Künstlers als Kaiser: Ein Monodram (1989)
- Die Verteidigung der Kindheit (1991, Obrana dětství)
- Ohne einander (1993, Jeden bez druhého)
- Finks Krieg (1996, Finkova válka)
- Ein springender Brunnen (1998, č. Johann, přel. Radovan Charvát, 1999)
- Der Lebenslauf der Liebe (2001, Životopis lásky)
- Tod eines Kritikers (2002, Kritikova smrt)
- Der Augenblick der Liebe (2004, Okamžik lásky)
- Ein liebender Mann (2008, Milující muž)
- Das dreizehnte Kapitel (2012, Třináctá kapitola)
- Die Inszenierung (2013, Inscenace)
- Ein sterbender Mann (2016, Umírající muž)

## Walserovy hry na českých jevištích
- Smrtihlav. Národní divadlo moravskoslezské, premiéra: 2.2.2013, úprava: Klára Špičková, Peter Gábor, režie: Peter Gábor, poslední uvedení: listopad 2013.[5]
- Všemocný pan Krott. Městské divadlo Brno, premiéra: 5.10.2013, režie: Hana Burešová, poslední uvedení: listopad 2015.[6]

## Fotogalerie

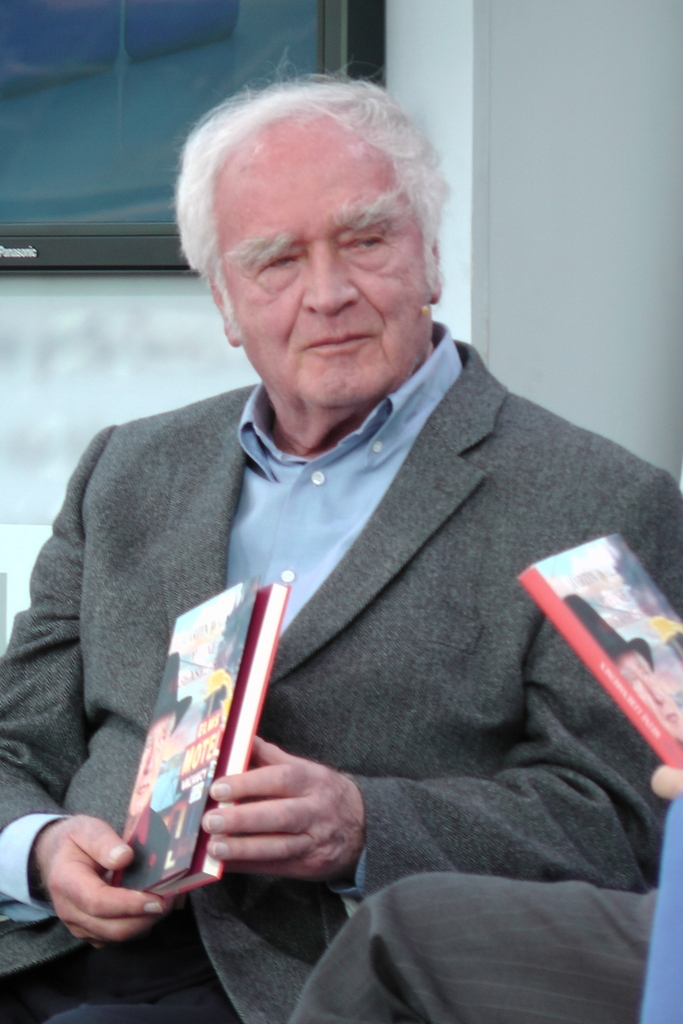
Martin Walser (2012, autor: Das blaue Sofa / Club Bertelsmann)
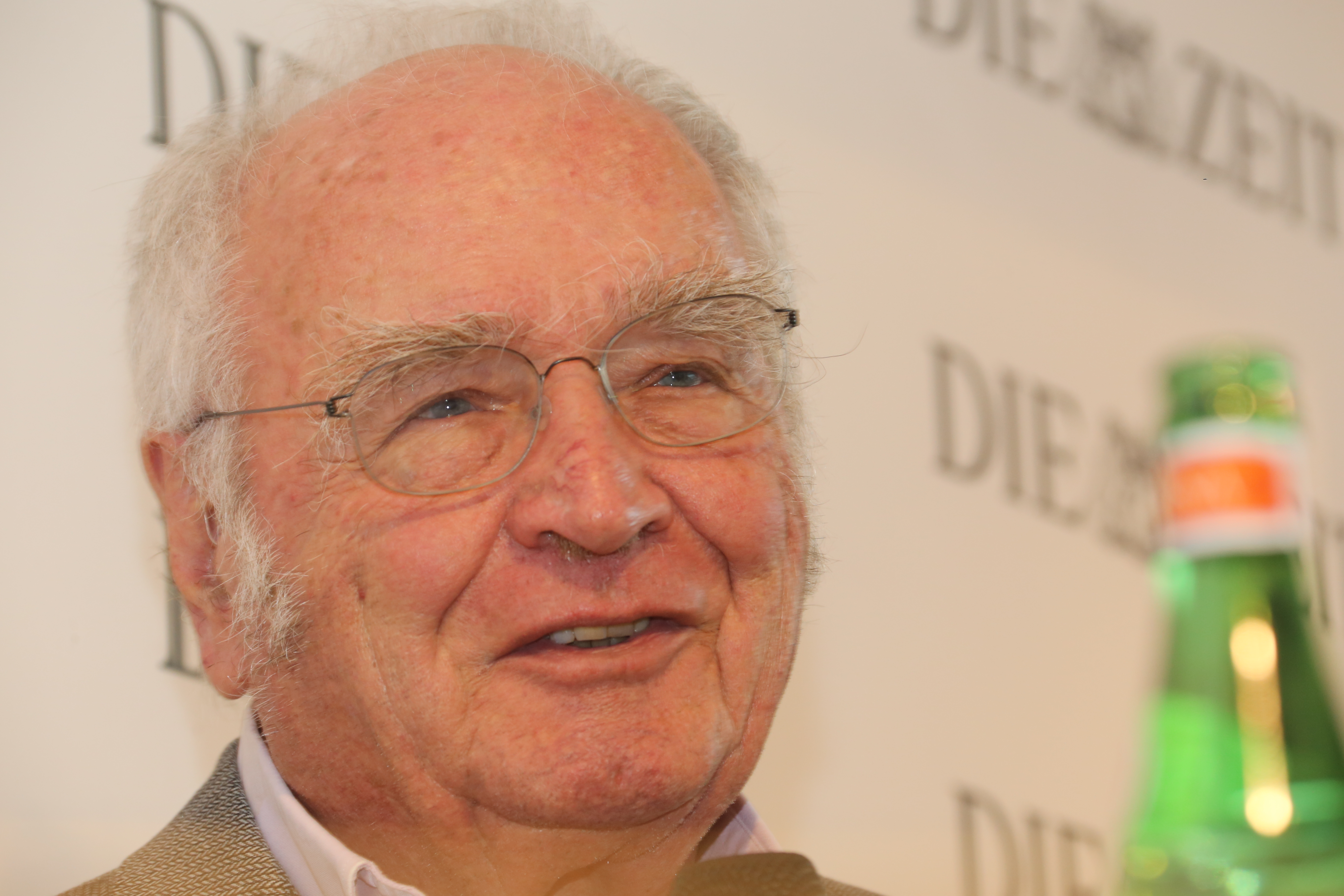
Martin Walser (2014)
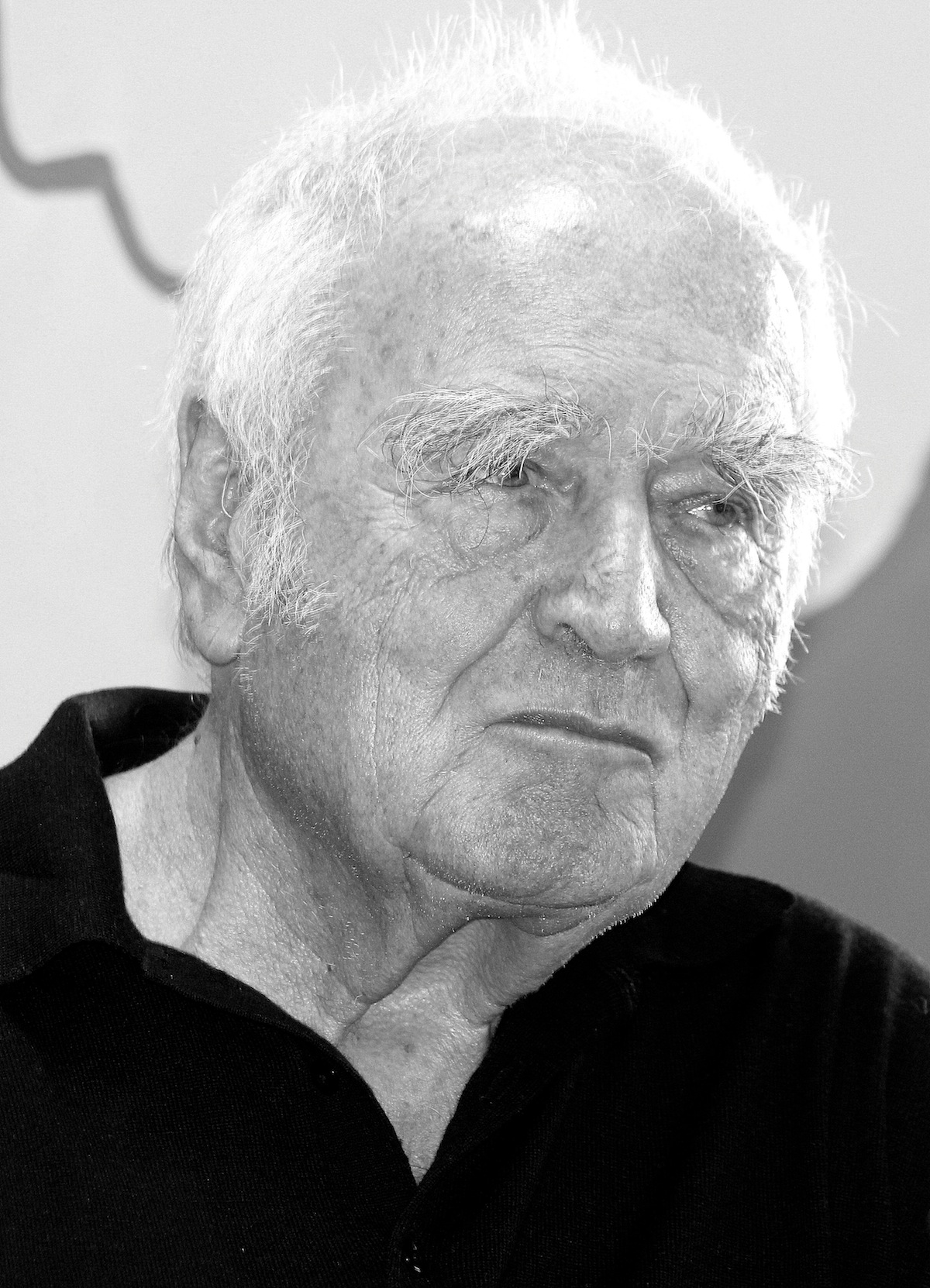
Martin Walser (2013)
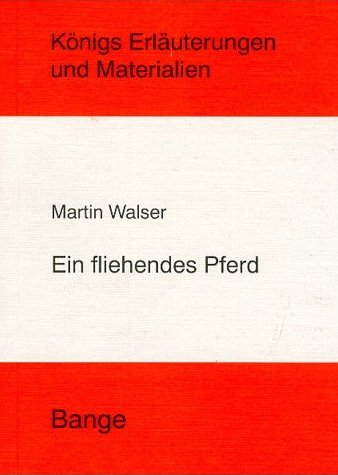
Walser, M. Ein fliehendes Pferd. (2000)
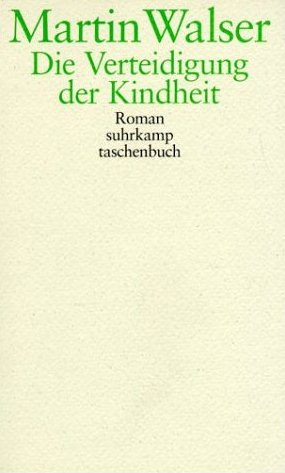
Walser, M. Die Verteidigung der Kindheit. (1991)